# テレサ・ロッシ
テレサ・ロッシ（Tereza Rossi、女性、1982年12月3日 - ）は、チェコ共和国の元プロバレーボール選手。オストラヴァ出身。元チェコ代表。

## 来歴
2002年、プロバレーボール選手としてのキャリアをスタートさせると、翌年にフランスリーグで数シーズン過ごした。2006-07シーズンにポーランドリーグのSSKカリシア・カリシュに移籍し、同シーズンでは優勝を経験した。2007年、ルクセンブルクで開催された欧州選手権に出場した。その後、イタリアセリエＡで4シーズンプレーする。2011-12シーズンに韓国リーグのGSカルテックスでプレーした。

## 球歴
- 欧州選手権 - 2007年、2009年

## 所属クラブ
- NH Ostrava（2002-2003年）
- VBC Riom Auvergne（2003-2005年）
- Saint-Cloud Paris Stade français（2005-2006年）
- SSKカリシア・カリシュ （2006-2007年）
- Roma Pallavolo（2007-2008年）
- FVブスト・アルシーツィオ（2008-2009年）
- Minerva Volley Pavie（2009-2010年）
- Modène（2010-2011年）
- GSカルテックス（2011-2012年）
- Crema Volley（2012-2013年）
- ベシクタシュ（2013年）
- ロコモティフ・バクー（2013-2014年）
- パッラヴォーロ・モンツァ（2014-2015年）
- カザルマッジョーレ（2015-2016年）
- ネルーダ・バレー（2017年）
- ヴォルアルト2.0カゼルタ（2019年）